# Kottos
Kottos (gr. Κόττος Kóttos, łac. Cottus) – w mitologii greckiej jeden z hekatonchejrów. Był synem Gai i Uranosa. Wraz z braćmi został strącony do Tartaru  przez Uranosa i uwolniony przez Zeusa, by  wziąć udział w tytanomachii. Uważany był za przodka – eponima ludu Kottyjczyków z Tracji.